# Juan Touzón
Juan Touzón Jurjo (Madrid, 7 de mayo de 1898 - 13 de agosto de 1972) fue un abogado madrileño. En el ámbito deportivo fue presidente del Atlético de Madrid y de la Real Federación Española de Fútbol, en cuyo período incluso llegó a compatibilizar un encuentro internacional como seleccionador.

## Biografía
Juan Touzón fue un abogado madrileño, subdirector del Banco de Vizcaya y miembro de honor de la Asociación de la Prensa de Madrid. Ligado desde niño al Atlético de Madrid, fue directivo del club, realizando diversas gestiones, como la fusión con el Aviación Nacional o la compra, por el Patronato Nuestra Señora de Loreto de Huérfanos del Ejército del Aire del Estadio Metropolitano, lo que posibilitó su rehabilitación y conservación tras haber quedado muy dañado en la Guerra Civil.
El 15 de enero de 1946 fue nombrado presidente del club, por aquel entonces denominado Club Atlético Aviación, aunque a final de ese mismo año cambiaría su denominación por la actual de Club Atlético de Madrid, modificando igualmente el escudo hasta quedar configurado de forma similar a la actual. Durante su mandato se fundó, así mismo, la sección de balonmano.
En julio de 1947 fue sustituido como presidente del club por Cesáreo Galíndez.
Tras abandonar la presidencia del Atlético de Madrid, Touzón siguió ligado al mundo del fútbol. En marzo de 1954 fue nombrado presidente de la Federación Española, período en el que, ante la ausencia de un seleccionador fijo, se alternaron varios en el banquillo de la Selección, llegando el propio Touzón a dirigir un encuentro en 1955: un Suiza-España de clasificación para el Mundial de 1958 que finalizó con la victoria española por cero a tres. Touzón estuvo en el banquillo junto a Ramón Melcón y al también expresidente del Atlético de Madrid José Luis del Valle. En 1956 dejaría la presidencia de la RFEF, aunque siguió siendo directivo de la misma.
"Juanito" Touzón falleció en Madrid el 13 de agosto de 1972.